# نهاد هيهات
 نهاد هيهات (ولدت 9 أكتوبر 1994 ببجاية، الجزائر) هي لاعبة كرة طائرة جزائرية.

## معلومات الاندية
النادي الحالي : راسينغ كلوب بجاية 
- منتخب الجزائر لكرة الطائرة سيدات
- البطولة الجزائرية لكرة الطائرة سيدات